# Süplingen
Süplingen este o comună din landul Saxonia-Anhalt, Germania.